# Verlag Rockstuhl
Verlag Rockstuhl (Bad Langensalza) est une maison d'édition spécialisée dans la littérature scientifique, la littérature régionale de Thuringe, les écrits d'histoire militaire, les livres sur le parc national de Hainich et son sentier dans les arbres, ainsi que les livres de cuisine, les guides de randonnée et la réimpression de cartes historiques.
La maison d'édition est fondée en 1990 par Harald Rockstuhl (de) et est membre de l'Association allemande du commerce du livre (de)

## Auteurs (sélection)
- Dieter Fechner (de)
- Günter Fromm (de)
- Norbert Klaus Fuchs (de)
- Roland Geißler (de)
- Hannalore Gewalt (de)
- Horst Gundlach (de)
- Gerhard Günther (de)
- Walter Karmrodt (de)
- Peter König (de)
- Rainer Lämmerhirt (de)
- Frank Löser (de)
- Manfred Lückert (de)
- Werner Mägdefrau (de)
- Jürgen Möller (de)
- Harald Rockstuhl
- Werner Rockstuhl (de)
- Frank Störzner (de)